# Trentepohlia (Mongoma) principalis
Trentepohlia (Mongoma) principalis is een tweevleugelige uit de familie steltmuggen (Limoniidae). De soort komt voor in het Afrotropisch gebied.